# Ǵ̄
Ǵ̄ (minuscule : ǵ̄), appelé G accent aigu macron, est une lettre latine utilisé dans la romanisation de l’alphabet kharoshthi. 

## Représentations informatiques
Le G accent aigu macron peut être représenté avec les caractères Unicode suivants : 
- composé et normalisé NFC (latin étendu A, diacritiques) :

| formes    | représentations | chaînes de caractères | points de code | descriptions                                             |
| --------- | --------------- | --------------------- | -------------- | -------------------------------------------------------- |
| majuscule | Ǵ̄               | Ǵ◌̄                    | U+01F4 U+0301  | lettre majuscule latine g accent aigu diacritique macron |
| minuscule | ǵ̄               | ǵ◌̄                    | U+01F5 U+0301  | lettre minuscule latine g accent aigu diacritique macron |

- décomposé et normalisé NFD (latin de base, diacritiques) :

| formes    | représentations | chaînes de caractères | points de code       | descriptions                                                         |
| --------- | --------------- | --------------------- | -------------------- | -------------------------------------------------------------------- |
| majuscule | Ǵ̄               | G◌́◌̄                   | U+0047 U+0301 U+0304 | lettre majuscule latine g diacritique macron diacritique accent aigu |
| minuscule | ǵ̄               | g◌́◌̄                   | U+0067 U+0301 U+0304 | lettre minuscule latine g diacritique macron diacritique accent aigu |